# Always (canção de Blink-182)
"Always" é um single da banda estadunidense Blink-182, lançado dia 1 de novembro de 2004 pela gravadora Geffen Records. A atriz australiana Sophie Monk participou do videoclipe da canção.

## Faixas[3][4]
1. "Always"
2. "I Miss You" (ao vivo em Minneapolis)
3. "The Rock Show" (ao vivo em Minneapolis)